# 巴赫里丁·沙巴佐夫
巴赫里丁·瓦利耶维奇·沙巴佐夫（俄语：Бахридин Валиевич Шабазов），1984年12月7日—）吉尔吉斯斯坦东干族政治家，第七届最高议会议员，最高议会交通、通讯、建筑和施工委员会副主席。

## 生平
1984年12月7日出生于吉尔吉斯苏维埃社会主义共和国卡拉科尔市，东干族。2000年，他在卡拉科尔市第九中学完成学业。
2016年，他进入吉尔吉斯共和国政府下属的吉尔吉斯国家法律学院并顺利完成学业。
2005年起在民营企业工作。2013年创办建筑公司“Elite House”。2017年起在某建筑公司担任负责人。
2021年11月，他从信仰政党中当选为吉尔吉斯斯坦共和国第七届议会代表。自2022年1月13日起担任交通、通讯、建筑和施工委员会副主席。
已婚，育有两个孩子。